# Bentonit

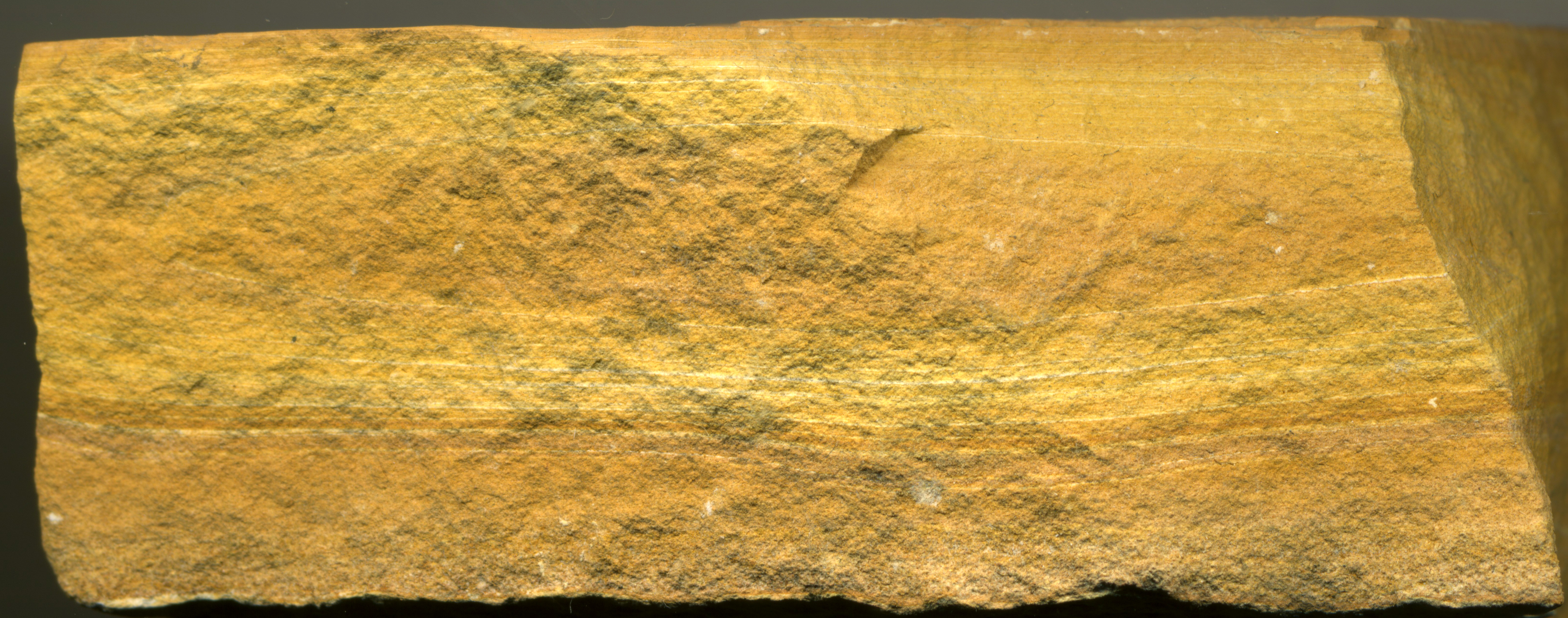
Bentonit

Bentonitul este o rocă sedimentară argiloasă, caracterizată printr-o mare capacitate de absorbție a apei, utilizată ca decolorant sau dezodorizant. 

## Generalități
Este format dintr-un amestec de minerale argiloase, al cărui component principal în proporție de 60-80% este mineralul montmorillonit  [ (Na,Ca)0,3(Al,Mg)2Si4O10(OH)2·nH2O]. Alte componente minerale sunt cuarțul, mica, feldspații, pirita și calcita. Bentonitul ia naștere prin dezagregarea tufurilor vulcanice.

## Ocurențe în România
În România bentonitul a fost sau este exploatat în zăcămintele de la Valea Chioarului, Orașul Nou (Negrești), Ocna Mureș, Borzești-Cluj, Șeușa-Ciugud (jud.Alba), Banat (Tufări, Rugi), Prahova (Breaza) ș.a.

## Utilizare industrială
Marea majoritate a producției mondiale de bentonit este consumată în trei ramuri industriale:
- În siderurgie, ca adaos liant în amestecurile de formare.

- La foraje, ca adaos la fluidul de foraj (datorită particularităților tixotropice și stabilității mari a suspensiilor).

- La rafinarea derivatelor petrolifere (datorită capacității sale ridicate de adsorbție și absorbție).

Există totuși și alte aplicații, precum izolarea infiltrațiilor sau în produsele alimentare.